# José de Jesús Pimiento Rodríguez
José de Jesús Pimiento Rodríguez, född 18 februari 1919 i Zapatoca i departementet Santander, död 3 september 2019 i Floridablanca i Santander, var en colombiansk kardinal och ärkebiskop.
Pimiento Rodríguez biskopsvigdes 1955 och blev 1975 ärkebiskop av Manizales. År 2015 utsågs han av påve Franciskus till kardinalpräst med San Giovanni Crisostomo a Monte Sacro Alto som titelkyrka.